# Antonio Rüdiger
Antonio Rüdiger (Berlín, Alemanya, 3 de març de 1993) és un futbolista professional alemany que juga com a defensa central pel Reial Madrid i per la selecció alemanya.
Rüdiger va començar la seva carrera al VfB Stuttgart, representant els seu filial a la 3. Lliga i el primer equip de la Bundesliga. El 2015 es va incorporar a la Roma, inicialment cedit i un any després traspassat per 9 milions d'euros. Va ser fitxat pel Chelsea el 2017 per un import estimat de 27 milions de lliures; allà hi va guanyar la FA Cup en la seva primera temporada, seguida de la UEFA Europa League en la seva segona temporada i la UEFA Champions League el 2021. El 2022, Rüdiger va fitxar pel campió d'Europa, el Reial Madrid.
Va fer el seu debut internacional amb Alemanya el maig de 2014. Es va veure obligat a perdre's la UEFA Euro 2016 a causa d'una lesió patida a principis de temporada, però va formar part de la plantilla que va guanyar la Copa FIFA Confederacions 2017. Va mantenir el seu lloc a la plantilla per al Mundial 2018, i més tard també va participar en la UEFA Euro 2020.

## Carrera de club

### VfB Stuttgart
El 23 de juliol de 2011, Rüdiger va debutar amb el VfB Stuttgart II a la 3. Lliga contra l'Arminia Bielefeld. Posteriorment, el 29 de gener de 2012, Rüdiger va debutar a la Bundesliga amb el primer equip del VfB Stuttgart en un partit professional a casa contra el Borussia Mönchengladbach, va ser substituït per Raphael Holzhauser al minut 79 d'un partit que va acabar en derrota per 3-0.
L'any següent, el 19 d'abril de 2013, Rüdiger va ampliar el seu contracte amb l'Stuttgart fins al juny de 2017. El 4 de maig va rebre una targeta vermella al minut 74 de la derrota a casa per 2-0 contra el Greuther Fürth. L'1 de juny, Rüdiger va jugar la final de la DFB Pokal en un partit perdut per 3-2 contra el Bayern de Múnic. Va acabar la seva segona temporada al primer equip amb 24 partits, més 4 partits i 2 gols al filial.
El 20 d'octubre de 2013, Rüdiger va ser expulsat amb targeta vermella al minut 84 d'un empat a 3-3 fora de casa contra l'Hamburger SV. Rüdiger va acabar la temporada 2013-14 amb 35 aparicions i 2 gols. Rüdiger va acabar la temporada següent amb només 20 aparicions i 1 assistència a causa de diverses lesions.

### Roma
El 19 d'agost de 2015, el club Roma de la Sèrie A va rebre Rüdiger cedit per l'Stuttgart per 4 milions d'euros. Els clubs van acordar una opció de compra de 9 milions pel traspàs al final del contracte d'un any de cessió.
El 12 de setembre, va debutar en una victòria fora de casa per 2-0 contra el Frosinone. El 9 de gener de 2016 va marcar el seu primer gol amb la Roma al minut 4 d'un empat a casa per 1-1 contra l'AC Milan. Va acabar cedit durant tota la temporada a la Roma amb 37 aparicions i 2 gols. El 30 de maig, la Roma va fitxar oficialment Rüdiger per 9 milions + 0,5 milions d'euros en variables, amb un contracte de quatre anys.
El 23 de febrer de 2017, després d'haver entrat com a substitut en lloc de Kostas Manolas al minut 46 de la derrota a casa per 1-0 contra el Vila-real CF als vuitens de final de la UEFA Europa League, va ser expulsat amb una doble targeta groga al minut 81. El 30 d'abril va ser expulsat amb una targeta vermella al minut 93 al Derby della Capitale contra la Lazio en una derrota a casa per 3-1. Rüdiger va acabar la seva segona temporada a la Roma amb 35 aparicions i 4 assistències.

### Chelsea

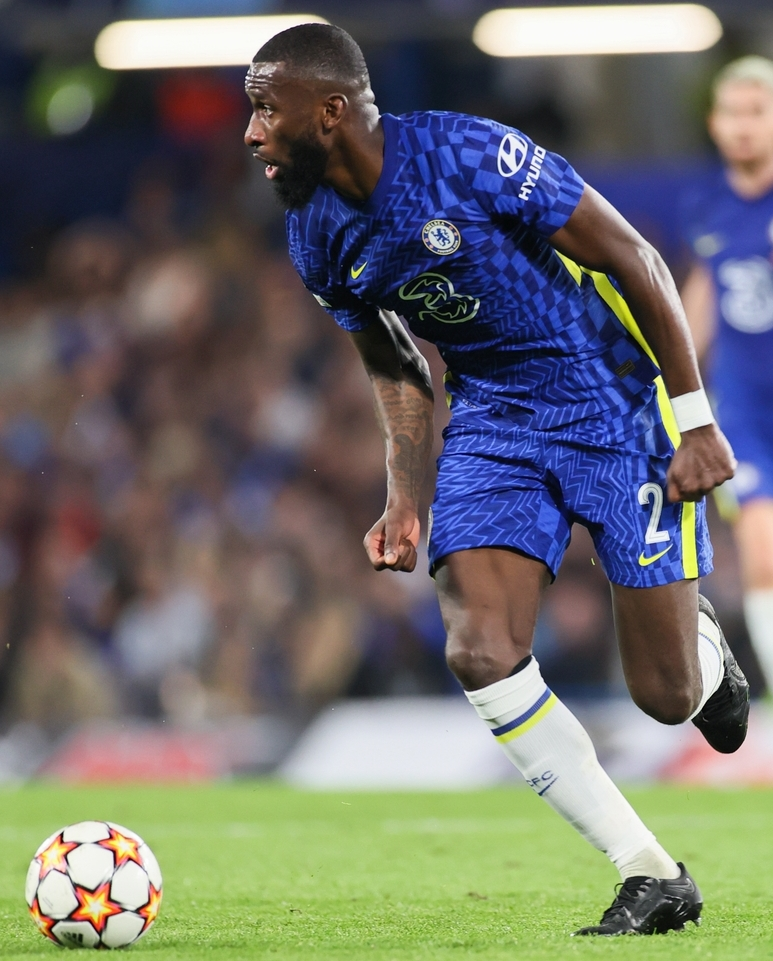
Rüdiger jugant al Chelsea FC el 2021

El 9 de juliol de 2017, Rüdiger es va unir al Chelsea FC procedent de la Roma per una tarifa inicial de 29 milions de lliures, amb un contracte de cinc anys. Li van donar la samarreta número 2. Va debutar el 6 d'agost com a suplent substituint Marcos Alonso al minut 79 en una derrota per 4-1 als penals davant l'Arsenal a la FA Community Shield del 2017. Va debutar a la Premier League sis dies després en una derrota per 3-2 contra el Burnley FC a Stamford Bridge. Va marcar el seu primer gol amb el Chelsea als vuitens de final de la Copa EFL en una victòria per 2-1 contra l'Everton, i el seu primer gol a la lliga va ser l'únic d'una victòria a casa contra el Swansea City el 29 de novembre de 2017 El 20 d'octubre de 2018, Rüdiger va marcar el seu primer gol de la temporada, obrint el marcador en un empat 2-2 a casa contra el Manchester United.
El 22 de desembre de 2019, Rüdiger va presentar una queixa sobre els abusos racistes dirigits contra ell durant el partit fora de casa contra el Tottenham Hotspur FC, que va rebre una àmplia cobertura mediàtica. Això va provocar una crida a l'acció del govern contra el racisme al futbol. No obstant això, no es van trobar proves d'abús racista contra Rüdiger després d'una investigació policial amb la policia que finalment va desestimar el cas.
A la seva aparició número 100 al club, va marcar els dos gols del Chelsea, amb l'assistència de Mason Mount en un empat 2-2 contra el Leicester City al King Power Stadium l'1 de febrer de 2020. El 29 de maig de 2021, Rüdiger va guanyar la seva primera Lliga de Campions de la UEFA després que el Chelsea va vèncer el Manchester City per 1-0 a la final a l'Estádio do Dragão. El 20 de maig de 2022, Rüdiger va anunciar oficialment que deixaria el Chelsea després de 5 anys.

### Reial Madrid
El 2 de juny de 2022, el Reial Madrid va anunciar la contractació de Rüdiger, signant un contracte de quatre anys a partir de la temporada 2022-23.

## Carrera internacional
Rüdiger va ser elegible per jugar a Alemanya i Sierra Leone, la terra natal de la seva mare i va ser membre de les diverses seleccions nacionals alemanyes de futbol juvenil fins a l'equip sub-21 d'Alemanya.
Va debutar amb la selecció alemanya absoluta el 13 de maig de 2014 en un empat 0-0 contra Polònia. Tot i que inicialment va ser inclòs a la plantilla de 23 jugadors del seu país per a la UEFA Euro 2016, Rüdiger va ser descartat més tard del torneig a causa d'una lesió, després de trencar-se el lligament creuat anterior del genoll dret durant una sessió d'entrenament el 7 de juny.
Rüdiger va formar part de la selecció alemanya que va guanyar la Copa FIFA Confederacions 2017 a Rússia. Va jugar quatre partits al torneig, inclosa la victòria per 1-0 contra Xile a la final. El 8 d'octubre de 2017, va encapçalar el seu primer gol internacional en una victòria a casa per 5-1 contra l'Azerbaidjan a la classificació per a la Copa del Món.
Rüdiger va ser inclòs a la darrera selecció alemanya de 23 jugadors per a la Copa del Món de la FIFA 2018 el 4 de juny de 2018. El 23 de juny, va ser seleccionat per al segon partit de la fase de grups contra Suècia, ja que el central de primera opció Mats Hummels es va lesionar, el partit va acabar amb la victòria d'Alemanya per 2-1. Quatre dies després, no va jugar l'últim partit de la fase de grups i el seu equip va ser eliminat per Corea del Sud després d'una derrota per 2-0. El 19 de maig de 2021, Rüdiger va ser seleccionat per a l'equip de la UEFA Euro 2020. Va jugar cada minut del torneig amb Alemanya, ja que va ser eliminat per Anglaterra als vuitens de final.

## Estil de joc
Normalment un central, Rüdiger és un defensa versàtil, que també és capaç de jugar com a lateral a qualsevol banda. El 2015, ESPN el va descriure com un "...defensor alt, ràpid i atlètic que se sent ... còmode amb la pilota als seus peus", també el va promocionar com un "projecte interessant" que "...té tots els atributs físics per convertir-se en un central de primer nivell". El seu perfil de Chelsea també el descriu com un "tackler dur" i una "presència dominant a l'aire". A més dels seus forts atributs físics i un estil de joc agressiu, també és conegut per les seves qualitats de lideratge i la seva capacitat de passada.

## Vida personal
Rüdiger és musulmà practicant. Va néixer a Berlín de pare alemany, Matthias, i mare de Sierra Leone, Lily. Va créixer al barri berlinès de Neukölln i és el germà de Sahr Senesie. Rüdiger s'ha pronunciat sovint sobre el racisme a l'esport, sobretot després d'un partit contra el Tottenham Hotspur FC el 24 de febrer de 2020. El 2021, va escriure un article per a The Players' Tribune, titulat "Aquest article no resoldrà el racisme al futbol", sobre el tema, on va parlar de les seves experiències amb el racisme al llarg de la seva vida i carrera, i les possibles maneres de combatre'l.

## Palmarès
Chelsea
- FA Cup: 2017–18;[51] subcampió: 2019–20,[52] 2020–21,[53] 2021–22[54]
- Lliga de Campions de la UEFA: 2020-21[55]
- UEFA Europa League: 2018–19[56]
- Supercopa de la UEFA: 2021[57]
- Copa del Món de Clubs de la FIFA: 2021[58]
- Subcampió de la Copa EFL: 2018–19,[59] 2021–22[60]

Reial Madrid
- Campionat del món de clubs: 2022[61]
- Supercopa d'Europa: 2022,[62] 2024[63]
- Copa del Rei: 2022-23[64]
- Supercopa espanyola: 2024[65]
- Lliga espanyola: 2023-24[66]
- Lliga de Campions de la UEFA: 2023-24[67]
- Copa Intercontinental de la FIFA: 2024[68]

Alemanya
- Copa FIFA Confederacions: 2017[69]